# 星形域

星形域（星形凸集）不一定是通常意义下的凸集。

环形不是星形域。

在数学中，一个欧几里得空间Rn中的集合{\displaystyle S}称为星形域（star domain）或星形凸集（star-convex set），意思是存在{\displaystyle S}中的点{\displaystyle x_{0}}，使得对于{\displaystyle S}中的所有{\displaystyle x}，从{\displaystyle x_{0}}到{\displaystyle x}的线段也位于{\displaystyle S}内。这个定义可以立刻推广到任何实或複向量空间。
直观地，如果我们把{\displaystyle S}视为用围墙包围的一个区域，那么{\displaystyle S}是一个星形域，意思是我们可以在{\displaystyle S}中找到一个着眼点{\displaystyle x_{0}}，使得{\displaystyle S}中的任何点{\displaystyle x}都在该点的视线内。

## 例子
- Rn中的任何直线或平面都是星形域。
- 一条直线或一个平面去掉一个点就不是星形域。
- 如果A是Rn中的一个集合，那么把A的任何点与原点相连而得到的集合

{\displaystyle B=\{ta:a\in A,t\in [0,1]\}}
是一个星形域。

## 性质
- 任何非空凸集都是星形域。一个集合是凸集，当且仅当它关于该集合中的任何点都是星形域。
- 十字形状是星形域，但不是凸集。
- 一个星形域的闭包也是星形域，但一个星形域的内部不一定是星形域。
- 任何星形域都是可缩集合，即與單點空間同倫等價，因為有一个直线同伦。特别地，任何星形域都是單連通集合。
- 两个星形域的并集和交集不一定是星形域。
- Rn中的非空开星形域S与Rn微分同胚。